# Arquebisbat de Bombai

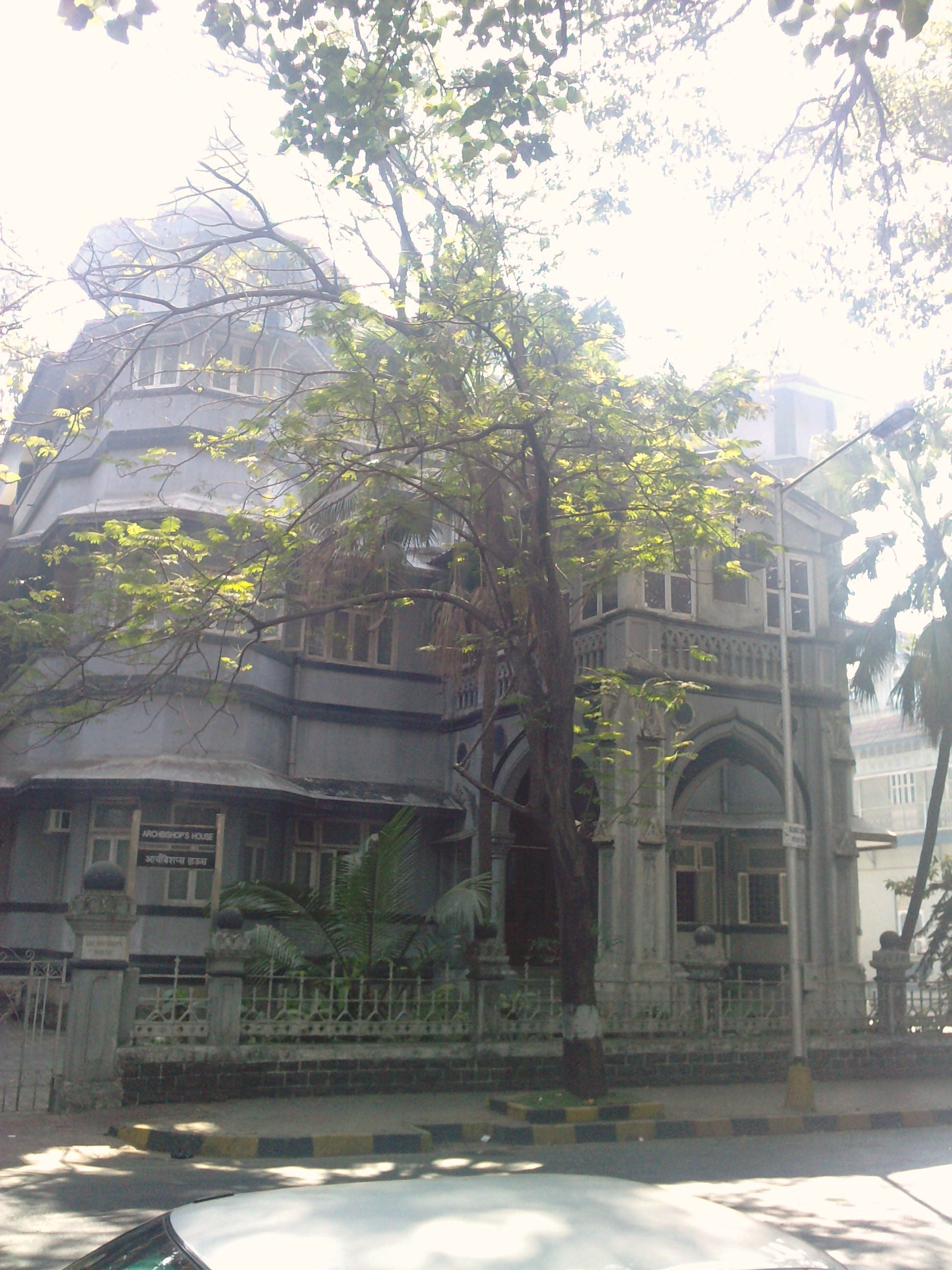
Seu de l'arxiepiscopat de Bombai, al costat de la catedral del Sant Nom

L'arquebisbat de Bombai (hindi: मुंबई के सूबा; llatí: Archidioecesis Bombayensis) és una seu metropolitana de l'Església Catòlica a l'Índia. El 2012 tenia 525.017 batejats sobre una població de 20.399.000 habitants. Actualment està regida per l'arquebisbe cardenal Oswald Gracias.
El 2006, l'arxidiòcesi tenia 277 preveres diocesans, 283 preveres religiosos, 383 religiosos i 1.530 religioses.

## Territori
L'arxidiòcesi comprèn els districtes indis de Mumbai City, Mumbai Suburban, Raigad i Thane, a l'estat de l'Índia central de Maharashtra.
La seu arxiepiscopal és la ciutat de Bombai (Mumbai), on es troba la catedral del Sant Nom de Jesús.
El territori s'estén sobre 10.103 km², i està dividit en 122 parròquies,

### Província eclesiàstica
La província eclesiàstica de Bombai, instituïda el 1886, comprèn les següents diòcesis sufragànies:
- Eparquia de Kalyan,
- Bisbat de Nashik,
- Bisbat de Poona,
- Bisbat de Vasai.

### Temples destacats
A més de la catedral de Bombai, a Bandra es troba la basílica menor de la Mare de Déu de la Muntanya.

## Història
Els portuguesos arribaren a la costa oest de l'Índia quan Vasco da Gama desembarcà a Calicut el 1498. Finalment s'establiren a Goa el 1510. El 1526 establiren una fàbrica a Bassein. El 1534, les illes de Bassein, Salsette, Bombai i Karanja van ser cedides als portuguesos pel Bahadur Xah of Gujarat. Aquell mateix any es creà l'arxidiòcesi de Goa, i tota la costa oest al voltant de Bombai formava part d'aquesta arxidiòcesi. Les activitats missioneres a Bassein (Bimània), Salsette i Bombai començaren a partir de 1534. Els missioners portuguesos que acompanyaren els conqueridors eren franciscans, jesuïtes, dominics i agustinians.
El 1637 la Santa Seu establí el vicariat apostòlic d'Idalcan, Deccan i Bijapur, prenent el territori de l'arquebisbat de Goa (avui arquebisbat de Goa i Damão).
El 1665, l'illa de Bombai va ser cedida als britànics com a part de la dot de casament entre Carles II d'Anglaterra i Caterina de Bragança. El 1669 la jurisdicció pre-diocesana va passar a anomenar-se Vicariat Apostòlic del Gran Mongol, excepcionalment 
després del príncep musulmà imperial per sobre dels principats de l'Hindustan. L'any 1692 marcà el final de la presència jesuïta a Bombai.
El decret expulsant els franciscans portuguesos de Bombai va ser publicat pels britànics el 24 de maig de 1720. El 17 de maig de 1784, cedí una part del seu territori per tal que s'erigís el vicariat apostòlic de l'Hindustan (avui arquebisbat d'Agra).
Posteriorment, els britànics permeteren als carmelites italians que es fessin càrrec de la comunitat catòlica de Bombai. El 1794 els britànics idearen la doble jurisdicció que els permetia interferir en la vida religiosa dels catòlics. El 1820 va assumir el nom de Vicariat apostòlic de Bombai.
El 12 de desembre de 1853 els carmelites decidiren abandonar l'administració de la Missió de Bombai. La Santa Seu acceptà la seva dimissió i així acabà, després d'un període de 133 anys (1720-1853), l'administració carmelita del Vicariat de Bombai. El 16 de febrer de 1854 el Propaganda Fide dividí oficialment el vicariat de Bomai en el Vicariat de Bombai septentrional, confiant-lo als Pares Caputxins (comprenent les illes de Bombai, Colaba, Aurangabad, Khandesh, Malwa, Gujarat i Sindh tant lluny com fins a Kabul i el Punjab); i el nou vicariat apostòlic de Poona meridional, que comprenia les illes de Salsette i Bassein, i les regions de Konkan i Dècan o Bijapur (Karnataka)) i que va ser confiat als Pares Jesuïtes.
Finalment, l'1 de setembre de 1886 el vicariat apostòlic va ser elevat al rang d'arxidiòcesi metropolitana de Bombai mitjançant la butlla Humanae salutis del Papa Lleó XIII. L'arxidiòcesi rebé la jurisdicció territorial sobre l'illa de Bombai i sobre els districtes septentrionals del Vicariat de Bombai, amb Poona com a diòcesi sufragània. El 1893 se li afegiren les seus de Mangalore i Trichinopoly; i aquell mateix any se celebrà el primer Concili Provincial (Acta et Decreta, Bombai, 1898).
L'1 de maig de 1928, mitjançant la butlla la Inter Apostolicam va suprimir-se la diòcesi de Damão i part del seu territori va ser incorporat a l'arxidiòcesi de Bombai.
Successivament ha cedit més territori per tal que s'erigeixin noves circumscripcions eclesiàstiques:
- el 20 de maig de 1948 per tal que s'erigís la diòcesi de Karachi (avui arxidiòcesi);
- el 5 de maig de 1949 per tal que s'erigís el bisbat d'Ahmedabad;
- el 29 de setembre de 1966 per tal que s'erigís el bisbat de Baroda;
- el 30 abril 1988 per tal que s'erigís l'eparquia de Kalyan;
- el 22 de maig de 1998 per tal que s'erigís el bisbat de Vasai.

L'arxidiòcesi continua mantenint el nom eclesiàstic de Bombai, malgrat que el 1995 la ciutat modificà el seu nom oficial pel del Mumbai.
Ha rebut les visites dels Papes Pau VI el desembre de 1964 i de Joan Pau II el febrer de 1986.

## Mitjans
The Examiner (antigament anomenat Bombay Catholic Examiner) és un setmanari diocesà publicat per the Examiner Press de l'arxidiòcesi de Bombai. Va ser fundat el 10 de juliol de 1849 per un pare jesuïta.
Tej-Prasarini és un mitjà de comunicació dirigit pels salesians de l'arxidiòcesi. Combina un centre de producció multimèdia amb programes de preparació en creativitat, mitjans i educació en la pau. És membre del SIGNIS, l'Associació Mundial Catòlica per la Comunicació.
L'arxidiòcesi oficialment inaugurà el 5 de novembre de 2011 el seu propi Centre Catòlic de Comunicació.

## Comitè arxidiocesà d'educació
El Comitè arxidiocesà d'educació, registrat el 1985 com una associació al Registre de Societats Llei-XXI/1860, és un cos certificat per a les institucions catòliques a Maharashtra i els districtes de Thane i Raigad. Funcionant com una federació d'escoles els durant els seus primers 20 anys, la Consulta d'Escoles Catòliques feta al novembre de 2004, mostrà el paper de l'ABE i recomanà que fos un cos paraigües per a totes les institucions catòliques, i que calia estendre aquest paper per trobar totes les necessitats de l'educació catòlica.
El Comitè porta a terme tasques com coordinació, recerca i documentació, planificació i enllaç amb el Departament d'Estat per a l'Educació i d'altres organismes diocesans per a la seva enorme xarxa d'instituts educatius, a més d'oferir serveis legals i administratius. També publica un butlletí anomenat 'Shikshan Vichar'.

## Controvèrsia
A l'abril de 2012, es van presentar queixes per part d'activistes de Catòlica Socials contra Sanal Edamaruku en diverses comissaries de policia en els voltants de la ciutat sota la secció 295 del Codi Penal de l'Índia, que estableix que les persones poden ser detinguts i acusats per ferir els sentiments religiosos d'una comunitat en particular. Edamaruku havia fet prèviament declaracions despectives respecte al Papa, l'Església Catòlica i sacerdots, a més que afirma haver exposat el "miracle" del Jesús que degota a Mumbai, davant líders de l'Església en un canal de televisió emès en directe al mes anterior i s'havia suggerit que seria detinguts en qualsevol moment. A principis de juliol de 2012, això va ser confirmat quan la policia va arribar a casa amb la intenció de detenir-lo.
En un comunicat, el bisbe auxiliar de Bombai, va dir: «L'Església sempre és cautelosa en atribuir causes sobrenaturals a cap dels fenòmens ordinaris. Sempre que sigui possible, sempre tracta de trobar explicacions "científiques" per a esdeveniments similars. No paga una gran atenció a aquest tipus de coses, encara que s'accepta la possibilitat que Déu pot intervenir en la vida humana en formes extraordinàries: el que anomenem "miracles"»

## Cronologia episcopal
- Matheus de Castro Mahale, C.O. † (3 de març de 1638 - 1669 mort)
- Custódio de Pinho † (30 abril 1669 - 16 de gener de 1694 nomenat vicari apostòlic del Malabar)
- Ferdinando (Pietro Paolo di San Francesco) De Palma, O.C.D. † (20 de setembre de 1696 - 4 de gener de 1700 mort)
  - Sede vacante (1700-1704)
- Giovanni Maria (Pietro d'Alcántara di Santa Teresa) Leonardi, O.C.D. † (12 abril 1704 - 1707 mort)
- Antonio (Maurizio di Santa Teresa) Baistrocchi, O.C.D. † (12 de maig de 1708 - 15 de maig de 1726 mort)
- Pietro d'Alcántara della Santissima Trinità Gagna di Cherasco, O.C.D.[14] † (3 de febrer de 1728 - 3 de novembre de 1744 mort)
- Johann Anton (Innozenz von Maria Opferung) Strattmann, O.C.D.[15] † (19 de gener de 1746 - 6 de juny de 1753 mort)
- Michele Antonio (Giovanni Domenico di Santa Chiara) Chiavassa, O.C.D. † (5 de juny de 1756[16] - 25 de gener de 1772 mort)
- Giorgio Antonio (Carlo di San Corrado) Vareschi, O.C.D. † (15 de maig de 1773 - 6 de gener de 1785 mort)
- Joseph Jakob (Angelin vom heiligen Joseph) Geiselmayer, O.C.D.[17] † (12 d'agost de 1785 - 12 de juliol de 1786 mort)
- Franz Xavier (Viktor von der heiligen Maria) Schwaiger, O.C.D.[18] † (9 de novembre de 1787 - 31 de maig de 1793 mort)
- Antonio (Pietro d'Alcántara di San Antonio) Ramazzini, O.C.D. † (3 de juny de 1794 - 9 d'octubre de 1840 mort)
- Ferdinando (Luigi Maria di Santa Teresa) Fortini, O.C.D. † (9 d'octubre de 1840 - 5 de gener de 1848 mort)
- William (John Francis of Saint Teresa) Whelan, O.C.D. † (5 de gener de 1848 - 4 d'agost de[19] 1850 renuncià)
- Anastasius Hartmann, O.F.M.Cap. † (8 de març de 1854[20] - 25 de juliol de 1858 renuncià)[21]
  - Alexius Canoz, S.J. † (1858 - 18 de desembre de 1860) (administrador apostòlic)
- Walter Herman Jacobus Steins, S.J. † (18 de desembre de 1860 - 11 de gener de 1867 nomenat vicari apostòlic de Bengala Occidental)
- Johann Gabriel Léon Louis Meurin, S.J. † (4 de juny de 1867 - 1886 renuncià)[22]
- George Porter, S.J. † (21 de desembre de 1886 - 28 de setembre de 1889 mort)
- Theodore Dalhoff, S.J. † (6 de desembre de 1891 - 12 de maig de 1906 mort)
- Hermann Jürgens, S.J. † (28 de maig de 1907 - 28 de setembre de 1916 mort)
  - Sede vacante (1916-1919)
- Alban Goodier, S.J. † (15 de desembre de 1919 - 1 d'octubre de 1926 renuncià)
- Joaquim Lima, S.J. † (4 de maig de 1928 - 21 de juliol de 1936 mort)
- Thomas Roberts, S.J. † (12 d'agost de 1937 - 4 de desembre de 1950 renuncià)
- Valerian Gracias † (1 de desembre de 1950 - 11 de setembre de 1978 mort)
- Simon Ignatius Pimenta † (11 de setembre de 1978 - 8 de novembre de 1996 jubilat)
- Ivan Dias (8 de novembre de 1996 - 20 de maig de 2006 nomenat prefecte de la Congregació per a l'Evangelització dels Pobles)
- Oswald Gracias, des del 14 d'octubre de 2006

## Estadístiques
A finals del 2012, la diòcesi tenia 525.017 batejats sobre una població de 20.399.000 persones, equivalent al 2,6% del total.
| any  | població | població   | població | sacerdots | sacerdots       | sacerdots       | sacerdots             | diaques | religiosos | religiosos | parròquies |
| ---- | -------- | ---------- | -------- | --------- | --------------- | --------------- | --------------------- | ------- | ---------- | ---------- | ---------- |
| any  | batejats | total      | %        | total     | clergat secular | clergat regular | batejats por sacerdot | diaques | homes      | dones      |            |
| 1950 | 209.000  | 10.500.000 | 2,0      | 287       | 167             | 120             | 728                   |         | 120        | 253        | 86         |
| 1959 | 298.435  | 10.783.795 | 2,8      | 337       | 195             | 142             | 885                   |         | 218        | 462        | 85         |
| 1970 | 400.862  | 6.863.547  | 5,8      | 495       | 272             | 223             | 809                   |         | 369        | 1.015      | 99         |
| 1980 | 518.486  | 9.703.000  | 5,3      | 538       | 300             | 238             | 963                   |         | 404        | 1.343      | 103        |
| 1990 | 565.504  | 14.880.000 | 3,8      | 603       | 331             | 272             | 937                   |         | 410        | 1.517      | 122        |
| 1999 | 544.177  | 14.636.931 | 3,7      | 569       | 306             | 263             | 956                   |         | 357        | 1.412      | 86         |
| 2000 | 506.648  | 14.661.645 | 3,5      | 556       | 291             | 265             | 911                   |         | 370        | 1.428      | 86         |
| 2001 | 485.790  | 14.661.645 | 3,3      | 561       | 283             | 278             | 865                   |         | 364        | 1.428      | 114        |
| 2002 | 491.697  | 14.661.645 | 3,4      | 557       | 286             | 271             | 882                   |         | 383        | 1.435      | 113        |
| 2003 | 497.850  | 14.955.000 | 3,3      | 565       | 285             | 280             | 881                   |         | 370        | 1.486      | 114        |
| 2004 | 503.714  | 15.205.000 | 3,3      | 548       | 286             | 262             | 919                   |         | 358        | 1.500      | 116        |
| 2006 | 506.976  | 19.444.203 | 2,6      | 560       | 277             | 283             | 905                   |         | 383        | 1.530      | 118        |
| 2012 | 525.017  | 20.399.000 | 2,6      | 594       | 284             | 310             | 883                   | 9       | 401        | 1.587      | 122        |